# Birgit Michels
Birgit Michels (* 28. September 1984 in Köln, geborene Birgit Overzier) ist eine deutsche ehemalige Badmintonspielerin.

## Karriere
Michels spielt seit ihrem vierten Lebensjahr Badminton. Mit 11 gewann sie das erste Mal eine deutsche Meisterschaft in der U14 im Damendoppel, mit 13 wurde sie für den DI-Kader nominiert. 2005 zog sie nach Mülheim und trainierte dort am Stützpunkt der deutschen Damenmannschaft. Sie qualifizierte sich 2008 für den Kader der deutschen Olympiateilnehmer zusammen mit Kristof Hopp im Mixed und wurde auch für die Teilnahme an den Olympischen Spielen 2008 in Peking nominiert. Hier verloren sie in der ersten Runde gegen die an Position 3 gesetzten Indonesier Flandy Limpele und Vita Marissa in zwei Sätzen.
Sie spielt im Damendoppel und im Mixed. In den ersten Jahren ihrer Karriere war sie im Mixed zusammen mit Kristof Hopp erfolgreich. Nach den Olympischen Spielen 2008 traten sie jedoch nicht mehr gemeinsam an. Im Damendoppel spielte sie auf nationaler Ebene in der Regel mit Sandra Marinello und im gemischten Doppel war sie erst mit Johannes Schöttler und dann überwiegend mit Ingo Kindervater am Start (beide zurzeit für den 1. BC Beuel spielend). 2012 qualifizierte sie sich mit Michael Fuchs im Mixed für die Olympischen Spiele 2012 in London im Mixed und belegte dort Rang fünf.
2012 konnte sie mit der deutschen Damennationalmannschaft die Goldmedaille bei der Mannschaftseuropameisterschaft erringen. Nach dem Rücktritt ihrer Doppelpartnerin Sandra Marinello nach der nicht erfolgreichen Qualifikation für die Olympischen Sommerspiele 2012 in London trat Birgit Michels bei dem ersten europäischen Super-Series-Turnier, den Denmark Open 2012, im Damendoppel mit Johanna Goliszewski an. Zum Abschluss spielte Michels dann mit Isabel Herttrich wettkampfmäßig international.
Mit Michael Fuchs qualifizierte sie sich auch für die Olympischen Spiele 2016 in Rio de Janeiro.
Die letzten Auftritte im Damendoppel erfolgten dann mit Karin Schnaase. Birgit Michels wurde bei den German Open 2017 von DBV von der internationalen Bühne verabschiedet.

## Trivia
Sie ist staatlich geprüfte Kinderpflegerin, arbeitet als ehemalige Spitzensportsoldatin (Stand: 2016) bei der Bundeswehr im Geschäftszimmer der Sportfördergruppe der Bundeswehr in Köln.
Auch ihre ältere Schwester Petra Reichel war eine erfolgreiche Badmintonspielerin.
Michels war bis zu dessen Tod mit dem niederländischen Badminton-Spieler Erik Meijs liiert, von dem sie auch ein Kind hat.

## Vereine
- TuS Blau-Weiß Königsdorf 1900 e. V.

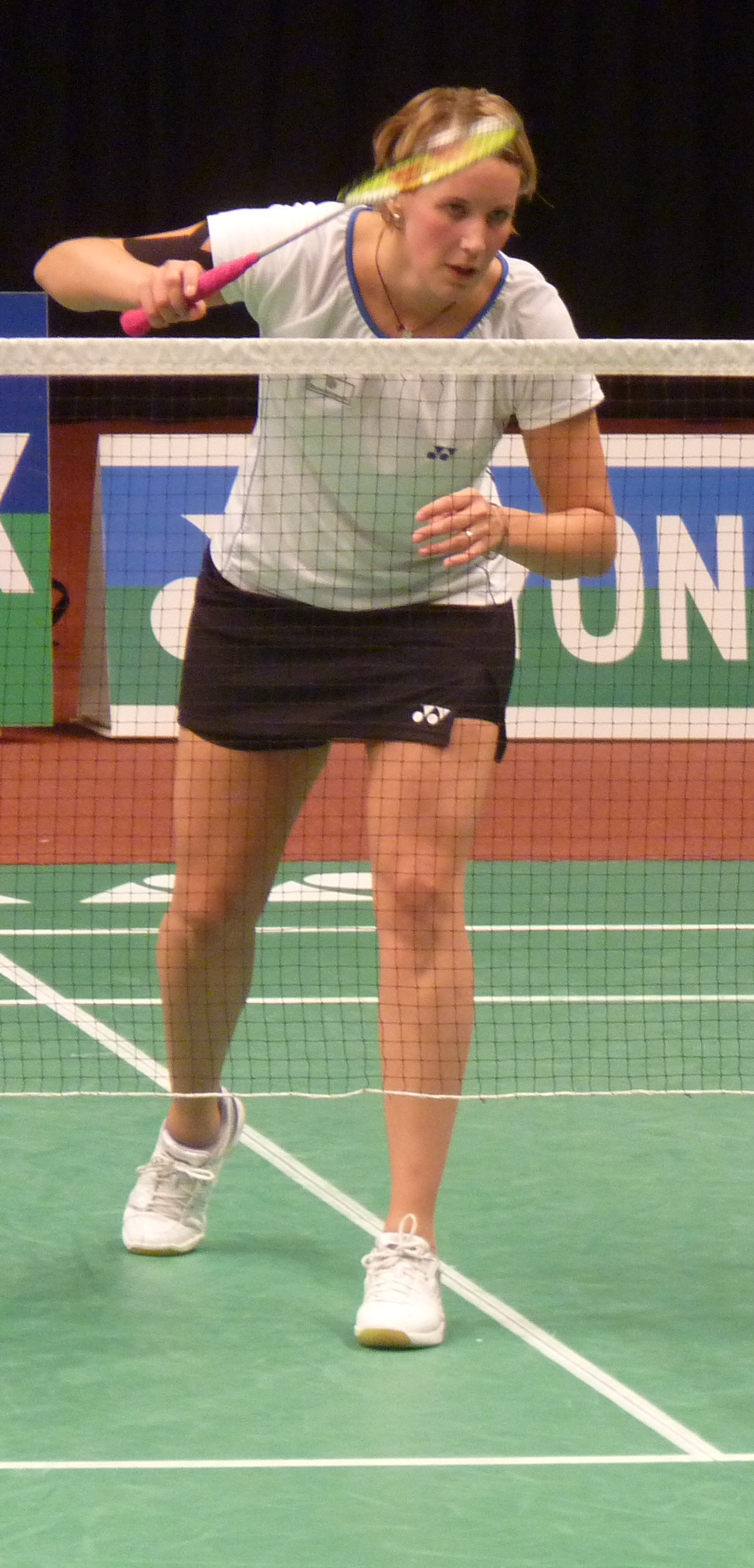
Birgit Michels (2010)

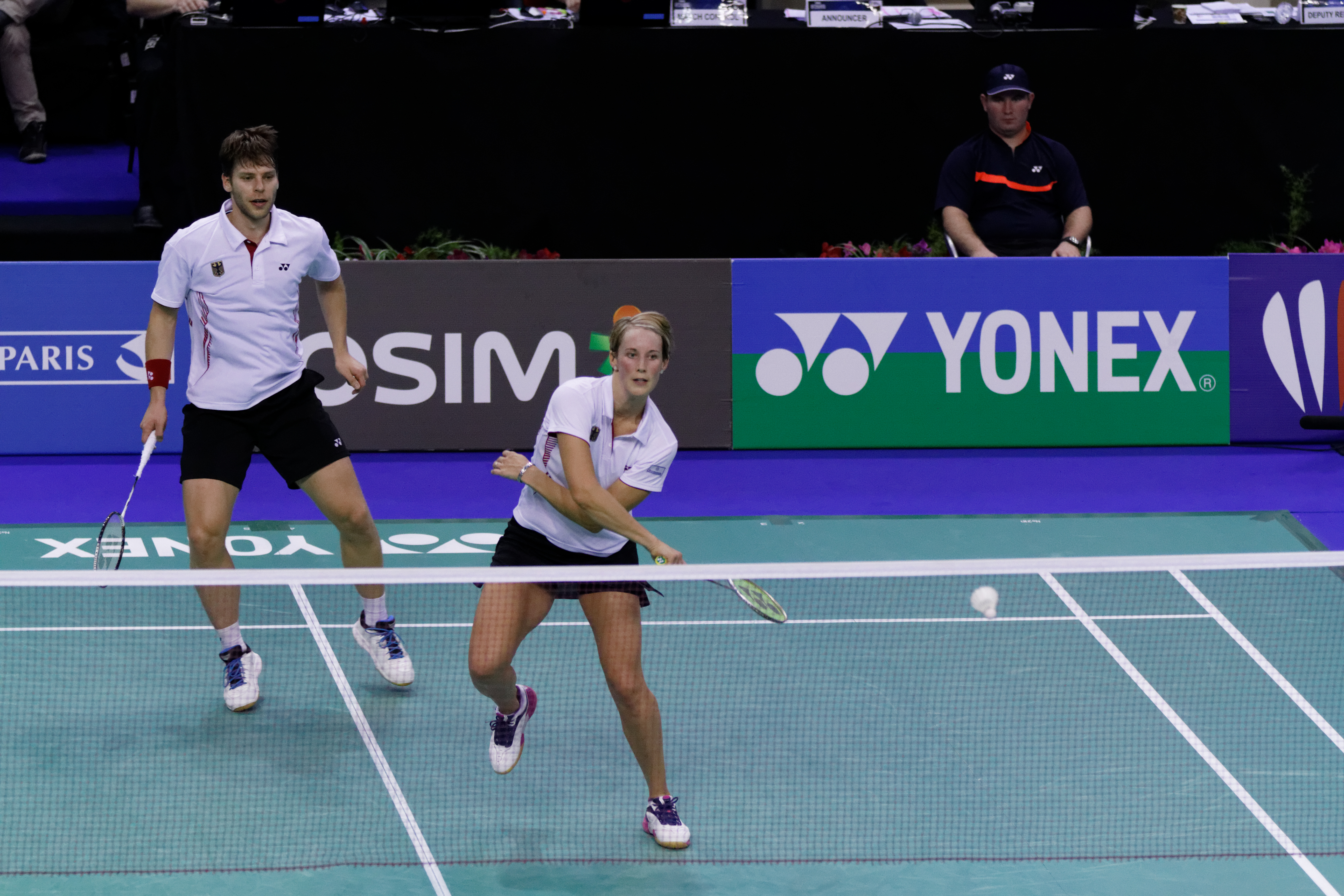
Birgit Michels und Michael Fuchs, French Super Series 2013.

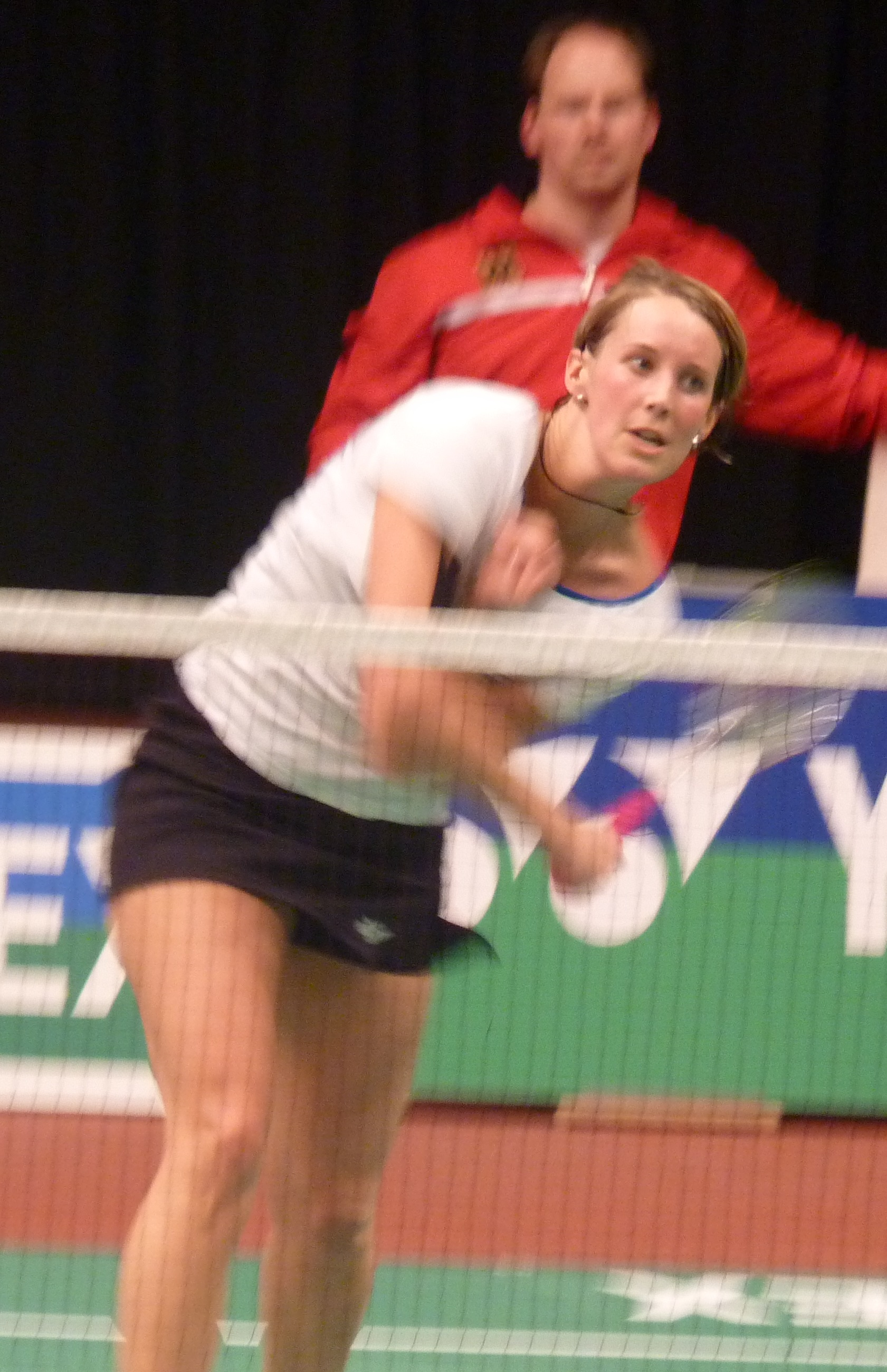
Birgit Michels (2010)

- TTC Brauweiler
- TuS Gildehaus
- 1. BC Beuel

## Partner
Birgit Michels hat bei internationalen Veranstaltungen mit folgenden Partnern in den Doppeldisziplinen gespielt.

### Gemischtes Doppel
| Name               | Nationalität | Jahr(e)   |
| ------------------ | ------------ | --------- |
| Jochen Cassel      | Deutschland  | 2004–2005 |
| Kristof Hopp       | Deutschland  | 2005–2010 |
| Johannes Schöttler | Deutschland  | 2010      |
| Ingo Kindervater   | Deutschland  | 2010–2011 |
| Michael Fuchs      | Deutschland  | 2011–2017 |
| Marvin Seidel      | Deutschland  | 2016–2017 |

### Damendoppel
| Name                | Nationalität | Jahr(e)   |
| ------------------- | ------------ | --------- |
| Michaela Peiffer    | Deutschland  | 2005–2006 |
| Annekatrin Lillie   | Deutschland  | 2009      |
| Carina Mette        | Deutschland  | 2008–2009 |
| Sandra Marinello    | Deutschland  | 2011–2012 |
| Juliane Schenk      | Deutschland  | 2012      |
| Johanna Goliszewski | Deutschland  | 2012–2014 |
| Annika Dörr         | Deutschland  | 2014–2015 |
| Isabel Herttrich    | Deutschland  | 2014–2016 |
| Linda Efler         | Deutschland  | 2016–2017 |
| Karin Schnaase      | Deutschland  | 2016–2017 |

## Erfolge
| Jahr            | Event                                                       | Ergebnis          | Disziplin            | Partner                        |
| --------------- | ----------------------------------------------------------- | ----------------- | -------------------- | ------------------------------ |
| November 2004   | Scottish International                                      | Finalistin        | Mixed                | Jochen Cassel                  |
| Februar 2005    | Deutsche Meisterschaft                                      | Finalistin        | Mixed                | Jochen Cassel                  |
| März/April 2005 | Finnish International                                       | Finalistin        | Mixed                | Jochen Cassel                  |
| März/April 2005 | Finnish International                                       | Viertelfinalistin | Damendoppel          |                                |
| April 2005      | Polish Open                                                 | Finalistin        | Damendoppel          | Michaela Peiffer               |
| April 2005      | Dutch International                                         | Halbfinalistin    | Damendoppel          | Michaela Peiffer               |
| Mai 2005        | Sudirman Cup, Peking, Volksrepublik China                   | 13. Platz         | Mannschaft           |                                |
| September 2005  | Belgian International                                       | Sieger            | Mixed                | Kristof Hopp                   |
| September 2005  | Belgian International                                       | Finalistin        | Damendoppel          | Michaela Peiffer               |
| November 2005   | Norwegian International                                     | Sieger            | Mixed                | Kristof Hopp                   |
| November 2005   | Scottish International                                      | Halbfinalistin    | Damendoppel          | Michaela Peiffer               |
| November 2005   | Scottish International                                      | Viertelfinalistin | Mixed                | Kristof Hopp                   |
| Dezember 2005   | Italian International                                       | Halbfinalistin    | Mixed                |                                |
| Februar 2006    | Deutsche Meisterschaft                                      | Finalistin        | Mixed                | Kristof Hopp                   |
| Februar 2006    | Deutsche Meisterschaft                                      | Halbfinalistin    | Damendoppel          | Michaela Peiffer               |
| Februar 2006    | Mannschafts-Europameisterschaft, Thessaloniki, Griechenland | 3. Platz          | Damenmannschaft      |                                |
| März 2006       | Dutch International                                         | Sieger            | Mixed                | Kristof Hopp                   |
| März 2006       | Swedish International Stockholm                             | Finalistin        | Damendoppel          | Carina Mette                   |
| April/Mai 2006  | Uber Cup, Japan                                             | Bronzemedaille    | Damenmannschaft      |                                |
| April 2006      | Individual-Europameisterschaft, Den Bosch, Niederlande      | Viertelfinalistin | Mixed                | Kristof Hopp                   |
| April 2006      | Individual-Europameisterschaft, Den Bosch, Niederlande      | 4. Platz          | Mannschaft           |                                |
| Mai 2006        | Spanish Open                                                | Sieger            | Damendoppel          | Carina Mette                   |
| September 2006  | Individual WM, Madrid, Spanien                              | Achtelfinalistin  | Mixed                | Kristof Hopp                   |
| Oktober 2006    | Bitburger Open                                              | Halbfinalistin    | Damendoppel          | Carina Mette                   |
| Oktober 2006    | Bitburger Open                                              | Siegerin          | Mixed                | Kristof Hopp                   |
| Februar 2007    | Deutsche Meisterschaft                                      | Finalistin        | Mixed                | Kristof Hopp                   |
| Februar 2007    | Deutsche Meisterschaft                                      | Finalistin        | Damendoppel          | Carina Mette                   |
| Mai 2007        | Spanish Open                                                | Halbfinalistin    | Mixed                | Kristof Hopp                   |
| Mai 2007        | Spanish Open                                                | Halbfinalistin    | Damendoppel          | Carina Mette                   |
| Mai/Juni 2007   | Toulouse Open                                               | Finalistin        | Mixed                | Kristof Hopp                   |
| Juni 2007       | Sudirman Cup, Glasgow, Schottland                           | 13. Platz         | Mannschaft           |                                |
| November 2007   | Norwegian International                                     | Sieger            | Mixed                | Kristof Hopp                   |
| Februar 2008    | Deutsche Meisterschaft                                      | Finalistin        | Mixed                | Kristof Hopp                   |
| Februar 2008    | Deutsche Meisterschaft                                      | Siegerin          | Damendoppel          | Carina Mette                   |
| Februar 2008    | Mannschafts-Europameisterschaft, Almere, Niederlande        | 3. Platz          | Damenmannschaft      |                                |
| April 2008      | India Open                                                  | Finalistin        | Mixed                | Kristof Hopp                   |
| April 2008      | Individual-Europameisterschaft, Herning, Dänemark           | 5. Platz          | Mannschaft           |                                |
| April/Mai 2008  | Uber Cup, Jakarta, Indonesien                               | Bronzemedaille    | Damenmannschaft      |                                |
| August 2008     | Olympische Spiele 2008, Peking, China                       | 1. Runde          | Mixed                |                                |
| Februar 2009    | Deutsche Meisterschaft                                      | Siegerin          | Damendoppel          | Sandra Marinello               |
| Februar 2010    | Deutsche Meisterschaft                                      | Siegerin          | Damendoppel          | Sandra Marinello               |
| Dezember 2010   | US Open                                                     | Siegerin          | Gemischtes Doppel    | Michael Fuchs                  |
| Februar 2011    | Deutsche Meisterschaft                                      | Siegerin          | Damendoppel          | Sandra Marinello               |
| Februar 2012    | Deutsche Meisterschaft                                      | Siegerin          | Damendoppel          | Sandra Marinello               |
| Februar 2012    | Deutsche Meisterschaft                                      | Siegerin          | Gemischtes Doppel    | Michael Fuchs                  |
| Februar 2012    | Mannschafts-Europameisterschaft, Amsterdam, Niederlande     | 1. Platz          | Damenmannschaft      |                                |
| August 2012     | Olympische Spiele 2012, London, Vereinigtes Königreich      | 5. Platz          | Mixed                | Michael Fuchs                  |
| November 2012   | Bitburger Open                                              | 3. Platz          | Mixed                | Michael Fuchs                  |
| November 2012   | Bitburger Open                                              | Finalistin        | Damendoppel          | Johanna Goliszewski            |
| November 2012   | Norwegian International                                     | Finalistin        | Mixed                | Michael Fuchs / Birgit Michels |
| Februar 2013    | Deutsche Meisterschaft                                      | Siegerin          | Damendoppel          | Johanna Goliszewski            |
| Februar 2013    | Deutsche Meisterschaft                                      | Siegerin          | Gemischtes Doppel    | Michael Fuchs                  |
| Februar 2013    | Mannschafts-Europameisterschaft, Ramenskoje, Russland       | 1. Platz          | gemischte Mannschaft |                                |